# Arniocera vanstraeleni
Arniocera vanstraeleni is een vlinder uit de familie venstervlekjes (Thyrididae). De wetenschappelijke naam van deze soort is voor het eerst geldig gepubliceerd in 1954 door Kiriakoff.
De soort komt voor in tropisch Afrika.